# Humberto Armenta
Humberto Armenta González (Monterrey, 3 de noviembre de 1970).Empresario mexicano. Fungió como presidente del Comité de Infraestructura del Consejo Consultivo del Agua durante el 2019 y como Presidente Nacional de la Cámara Mexicana de la Industria de la Construcción (CMIC) en el periodo 2008-2009, tiempo en el que se encargó de liderar el Programa Nacional de Infraestructura así como programas de infraestructura hidráulica. Además de su acción en este organismo nacional, fundó en 1994 la empresa Regiomontana de Construcción y Servicios S.A.P.I. de C.V. (RECSA).  

### Trayectoria
A partir de 1996, se unió a la Cámara Nacional de la Industria de la Construcción como Coordinador de la Comisión de Jóvenes Empresarios del estado de Nuevo León .En 1998 asumió la Vicepresidencia de la Delegación de Nuevo León. 
En el año 2000 fue nombrado presidente de la delegación de Nuevo León y posteriormente asumió la vicepresidencia nacional de la CMIC del 2004 al 2006. 
En el 2008 fue elegido presidente Nacional de la CMIC liderando el Programa Nacional de Infraestructura, para el cual se destinó una inversión de un billón 780 mil millones de pesos durante el sexenio de Felipe Calderón como Presidente de México. Además de dicho programa, durante su gestión se realizaron programas de infraestructura hidráulica de la mano de la Comisión Nacional del Agua. En el año 2009 fue reelegido, dejando el puesto el 25 de agosto del mismo año. 
En  mayo de 2019, es nombrado Presidente del Comité de Infraestructura del Consejo Consultivo del Agua, organismo dedicado al análisis y evaluación sobre aspectos de la problemática hídrica en México, concluyendo su presidencia en enero de 2020.
En 2019 publica su primer libro, Apuntes sobre la Gestión Hídrica y la Infraestructura Hidráulica.
En 2022 publica su segundo libro en torno a temas hídricos, Financiamiento de la Infraestructura Hidráulica y la Gestión Hídrica en el Valle de México.
En 2023 publica su tercer libro Financiamiento de la Infraestructura Hidráulica y la Gestión Hídrica en el Valle de México. Volumen 2

### Obras Destacadas
Bajo su dirección, la empresa Regiomontana de Construcción y Servicios S.A. de C.V. ha participado en la construcción y desarrollo de las siguientes obras:

##### Infraestructura Hidráulica
- Túnel Emisor Poniente II - Obra que recibe la nominación en el International Tunneling Association (ITA) Awards y ganadora de Premio Obras CEMEX 2019; primer lugar dentro de la categoría de Infraestructura Edición México y segundo lugar en la categoría de Infraestructura Edición Internacional.
- Acueducto Monterrey V (60")
- Planta Potabilizadora “Agua Saludable para la Laguna”
- Acueducto Tibitoc / Bogotá, Colombia
- Tercera Línea del Cutzamala

##### Obras Ferroviarias
- Acondicionamiento de 24 puentes de la línea "Z" del Ferrocarril del Istmo de Tehuantepec
- Rehabilitación de 41 km de vía férrea línea "Z" del Ferrocarril del Istmo de Tehuantepec

##### Carreteras
- Terracerías, Senderos y Vialidades para el Equipamiento del Parque Norte, Parque Ecológico Lago de Texcoco
- Rehabilitación de pavimento Autopista Palmillas - Querétaro del km 148+000 al km 157+000
- Rehabilitación Para Las Vialidades y Acceso al Parque Ecológico Lago De Texcoco (PELT), Fase III
- Concesión Carretera Libramiento Colima
- Carretera Gral. Bravo - Dr. Coss - Los Aldama
- Carretera Cadereyta - Allende
- Puente El Realito, Guadalupe, Nuevo León.
- Urbanización Parque de Investigación e Innovación Tecnológica Apodaca
- Reconstrucción Av. Constitución Monterrey, N.L.
- Modernización Camino Rural Libramiento Linares – Las Flores

#### Vivienda
- Fraccionamiento Paseo del Prado
- Torre Benetton

##### Hospitales
- Hospital General de Zona Xalpa
- Unidad Médica de Atención Ambulatoria de Santo Domingo

##### Centros Educativos
- Centro de Datos INFOTEC
- Biblioteca José Vasconcelos

### Controversias
En 2009, se le cuestionaron los manejos administrativos correspondientes a su gestión como Presidente Nacional de la CMIC. Para permitir que se aclararan estas dudas, solicitó voluntariamente licencia al cargo. Los dictámenes correspondientes a los ejercicios 2008 y 2009 aclaran estos cuestionamientos.

### Colaboraciones en Medios de Comunicación
A lo largo de su trayectoria, ha colaborado con medios como Forbes e Imagen Radio con artículos sobre negocios, economía y finanzas. A la fecha continúa colaborando constantemente con la CMIC. 